# Swingfire
Swingfire je britanska žično vodena protioklepna raketa, ki je učinkovita na razdaljah med 150 in 4.000 m.

## Začetki in uporaba
Raketa je nastala med hladno vojno, kot nadomestilo za zastarel sistem Vickers Vigilant, učinkovita pa je na oklepih do debeline 800 mm. V prvi vrsti je bila narejena za izstreljevanje z oklepnika FV102 Striker, kasneje pa so jo začeli izdelovati še za tri druge platforme. Tako so nastali:
- Beeswing - za uporabo na Land Roverjih;
- Hawkswing - za uporabo na helikopterjih Lynx;
- Golfswing - na premičnem podstavku ali vozilu Argocat.

Ime je raketa dobila po sposobnostih hitrega zavijanja (angl. swing, ki pomeni zaviti). Raketa lahko namreč takoj po izstrelitvi ostro zavije (do 90º), kar omogoča, da ostane izstrelitvena ploščad skrita, opazovalno-upravljalna postaja pa na drugem mestu, od koder operater raketo usmerja k cilju.
Raketa je opremljena z dvojno kumulativno bojno glavo, ki raketi omogoča delovanje proti reaktivnemu oklepu. Skupna teža sistema znaša 27 kg, raketa pa je dolga 1,07m. Na maksimalno razdaljo 4000 metrov jo raketni motor z usmerjevalno potisno šobo, ki skrbi za krmiljenje, ponese v 26 sekundah.

## Zamenjava
Konec devetdesetih let prejšnjega stoletja so začeli v Združenem kraljestvu razmišljati o zamenjave svojih protioklepnih sistemov, med katerimi je tudi Swingfire. Kandidati za zamenjavo so bili Hellfire, Starstreak in LOSAT. Julija 2005 so se odločili, da bo naslednik Swingfire-a najverjetneje sodoben sistem krajšega dosega Javelin.

## Uporabniki
- Belgija
- Egipt
- Irak
- Sudan
- Združeno kraljestvo